# Aggregat-Methode
Die Aggregat-Methode (auch Aggregationsmethode oder Ganzheitsmethode) ist ein Vorgehen der amortisierten (Laufzeit-)Analyse. Bei der Aggregat-Methode wird versucht die durchschnittlichen Kosten einer Einzeloperation zu ermitteln, indem man zunächst die Gesamtkosten aller Operationen ermittelt und diese dann durch die Anzahl der Operationen dividiert.

## Beispiele

### Binärzähler
Die Aggregat-Methode wird am Beispiel eines Binärzählers, dessen einzig mögliche Operation eine Inkrementation ist, durchgeführt.
Der Worst Case bei einem Binärzähler mit k Bit tritt dann auf, wenn bei einer Inkrementation alle k Bit gekippt werden müssen. Seien die Kosten für einen Bitwechsel 1. Dann würden nach der Worst-Case-Abschätzung bei n Operationen Kosten von nk entstehen. Diese Abschätzung ist allerdings zu pessimistisch. Mittels der amortisierten Analyse wird versucht eine realistischere und weniger pessimistische Abschätzung der Kosten nach oben zu erreichen.
Betrachten wir die Anzahl der Bitwechsel bei einem Zähler mit 4 Bit:
| Zähler | Anzahl Bitwechsel |
| ------ | ----------------- |
| 0000   | -                 |
| 0001   | 1                 |
| 0010   | 2                 |
| 0011   | 1                 |
| 0100   | 3                 |
| 0101   | 1                 |
| 0110   | 2                 |
| 0111   | 1                 |
| 1000   | 4                 |
| ...    |                   |

Wenn man sich die Folge der Bitwechsel anschaut, fällt auf, dass sich das niedrigste Bit bei jeder Inkrementation ändert, das nächsthöhere bei jeder zweiten, das wiederum nächsthöhere bei jeder vierten usw. Damit ergibt sich bei n Inkrementationen folgende Summe von Bitwechseln:
{\displaystyle n+\left\lfloor {\frac {n}{2}}\right\rfloor +\left\lfloor {\frac {n}{2^{2}}}\right\rfloor +\left\lfloor {\frac {n}{2^{3}}}\right\rfloor +\cdots +\left\lfloor {\frac {n}{2^{k}}}\right\rfloor \leq n\sum _{i=0}^{k}{\frac {1}{2^{i}}}}
Diese Summe können wir nach oben abschätzen:
{\displaystyle n\sum _{i=0}^{k}{\frac {1}{2^{i}}}\leq n\sum _{i=0}^{\infty }{\frac {1}{2^{i}}}}
Die Summe dieser unendlichen Reihe ist wohlbekannt und lautet 2. Daraus folgt:
{\displaystyle n\sum _{i=0}^{k}{\frac {1}{2^{i}}}\leq 2n}
Betrachten wir nun die amortisierten Kosten {\displaystyle a_{i}} für eine einzelne Operation {\displaystyle Op_{i}} der insgesamt n Operationen, indem wir die bereits ermittelten Gesamtkosten durch die Anzahl n der Operationen teilen, erhalten wir:
Damit sind die amortisierten Kosten für eine Operation höchstens 2 und somit in O(1), egal, wie viele Bits der Zähler insgesamt hat.

### Wörterbuch
Eine außerordentlich verbreitete Sorte von Datenstrukturen sind die binären Suchbäume. Sie lösen bspw. das “Wörterbuch”problem (s. Binärer Suchbaum#Motivation), und zwar die balancierten unter ihnen die wichtigsten Operationen im schlechtesten Fall (worst case) in logarithmischer Zeit. Eine Aussage über amortisiertes Laufzeitverhalten findet sich ggf. im entsprechenden Artikel.
Hier werde eine Datenstruktur, genannt amortisierte Wörterbuch-Datenstruktur (englisch amortized dictionary data structure), vorgestellt, deren amortisiertes Laufzeitverhalten für das Suchen in O(log2 n) und für das Einfügen in O(log n) ist.
Die Anzahl n der Einträge sei in der binären Darstellung:
{\displaystyle n=:\sum _{i=0}^{k}\lambda _{i}2^{i}} mit {\displaystyle \lambda _{i}\in \{0,1\}}
Die Datenstruktur besteht dann aus k+1 sortierten Folgen, die entweder ganz leer (λi=0) oder ganz voll (λi=1) sind. Die einzelnen Elemente der Datenstruktur werden beliebig auf diese Folgen verteilt.
Beispiel:
Es sei n = 11 (dann ist 11 = 1 + 2 + 8 und k = 3). Die Elemente seien C, D, E, F, H, J, M, P, S, W und Y, die wie folgt über die Datenstruktur verteilt seien:
| Λ0: | [E]               | λ0 = 1 |
| Λ1: | [D,H]             | λ1 = 1 |
| Λ2: | leer              | λ2 = 0 |
| Λ3: | [C,F,J,M,P,S,W,Y] | λ3 = 1 |
Eine Suchoperation geschieht durch binäres Suchen in jeder Folge Λi dar, plus einer logischen Zusammenfassung, so dass sich im schlechtesten Fall das Laufzeitverhalten
{\displaystyle \sum _{i=0}^{k}\lambda _{i}\lceil \log(2^{i}+1)\rceil +k+1=\sum _{i=0}^{k}\lambda _{i}(i+1)+k+1} = O(log2 n)
ergibt.
Eine Einfügung verwendet Mergesort, dessen Aufwand durch die Summe der beiden Längen gegeben ist. Um den Buchstaben K einzufügen, wird eine Folge Λ der Länge 1 mit dem Inhalt K gebildet. Ist nun Λ0 leer (Häufigkeit 1/2), machen wir Λ zu Λ0 und sind fertig. Wenn nicht (wie im obigen Beispiel) (Häufigkeit 1/2), mischen (englisch merge) wir Λ mit Λ0 mit Aufwand 1 + 1; der Name des Ergebnisses sei wieder Λ. Ist dann Λ1 leer (Häufigkeit 1/4), machen wir Λ zu Λ1 und sind fertig. Wenn nicht (Häufigkeit 1/4), mischen wir Λ mit Λ1 mit Aufwand 2 + 2 und neuem Namen Λ. Ist dann Λ2 leer (wie im obigen Beispiel) (Häufigkeit 1/8), machen wir Λ zu Λ2 und sind fertig. Wenn nicht (Häufigkeit 1/8), geht es weiter wie gehabt. Im obigen Beispiel ergibt die Einfügung von K:
| Λ0: | leer              | λ0 = 0 |
| Λ1: | leer              | λ1 = 0 |
| Λ2: | [D,E,H,K]         | λ2 = 1 |
| Λ3: | [C,F,J,M,P,S,W,Y] | λ3 = 1 |
Der Gesamtaufwand ist maximal
1/2·(1 + 1) + 1/4·(2 + 2) + ... + 2–k·2k = k + 1 in O(log n)
Ergebnis
Bei der vorgestellten Datenstruktur sind die amortisierten Kosten für eine Einfügung in O(log n).
Bemerkung
Sie sind damit nicht besser als bei AVL- oder Rot-Schwarz-Bäumen, bei denen reine Einfügungen (reine Baumänderungen) amortisiert konstant sind, das Aufsuchen der Einfügeposition mit O(log n) aber noch hinzugerechnet werden muss.
Bemerkenswerterweise sind die Einfügekosten jedoch kleiner als zugehörige reine Suchkosten.

## Abgrenzung
Im Gegensatz zur Account-Methode werden bei der Aggregat-Methode die amortisierten Kosten auch von unterschiedlichen Arten von Operationen gleichgesetzt. D. h., mit der Account-Methode können verschiedenen Arten von Operationen unterschiedliche amortisierte Kosten zugeordnet werden. Außerdem wird bei der Account-Methode die Differenz zwischen amortisierten und realen Kosten auf einem Konto gebucht.